# Rolls-Royce Silver Wraith
Rolls-Royce Silver Wraith (укр. Роллс-Ройс Срібний привид) — перша післявоєнна модель британської компанії Rolls-Royce 1946–1959 років. Загалом було збудовано 1883 машини даної моделі.

## Конструкція
Модель створили на базі шасі довоєнної моделі Wraith з колісною базою 3226 мм, яку використовували до 1953 року. Мотор на основі довоєнної моделі отримав робочий об'єм 4257 см³, згодом 4556 см³ (1951), 4887 см³ (1954). Гальмівна система мала гідравлічні гальма передніх коліс і механічні задніх з підсилюючим сервоприводом, який ще до війни встановлювали згідно ліцензії компанії Hispano-Suiza. Rolls-Royce Silver Wraith був останньою моделлю Rolls-Royce з широкою гамою кузовів спеціалізованих фабрик.
З 1951 побудували довге шасі з колісною базою 3378 мм, яких збудували 639 до 1959 року. Механічну ручну 4-ступінчасту коробку передач замінили 1952 автоматичною компанії General Motors.

## Використання Rolls-Royce Silver Wraith
Декілька екземплярів було закуплено для репрезентаційних цілей державних діячів:
- Президента Ірландії — 1947
- Президента Бразилії — 1952
- Правлячої династії Королівства Нідерландів — 1958
- Королівської династії Данії — 1958
- Королівської династії Греції — 1959

Автомашини використовувались у кінофільмах:
- «Свідок звинувачення» (англ. Witness for the Prosecution) (1958)
- «Роздратований» (англ. Indiscreet) (1958)
- «Жертва» (англ. Victim) (1961)
- «Повернення Рожевої пантери[en]» (англ. The Return of the Pink Panther) (1975)
- «Артур[en]» (англ. Arthur) (1981)
- «Уітнейл та я[en]» (англ. Withnail and I) (1987)
- «Бетмен» (1989)
- «Бетмен повертається» (1992)
- «Джеймс Дін[en]» (англ. James Dean) (2001)
- «Козел відпущення[en]» (англ. The Scapegoat) (2012)
- «007: Спектр» (2015)